# John Bellers
John Bellers (1654– 8 de febrero de 1725) fue un teórico educativo cuáquero
inglés, autor de la publicación "Propuestas para desarrollar una universidad de Industria de todos los oficios útiles y agricultura", de 1695.

## Trayectoria
Bellers nació en Londres, hijo del Quaker Francis Bellers y Mary Read. Incapaz de asistir a la universidad o unirse a una profesión como resultado de su religión, John se educó como aprendiz de comerciante de telas. Rápidamente se volvió activo en las reuniones y en la comunidad cuáquera en general, adquiriendo 10,000 acres (40 km²) de tierra en Pensilvania en 1685 para refugiados Hugonotes y para muchos otros propósitos. William Penn fue un amigo cercano. Se casó con una compañera cuáquera, Frances Fettiplace, en 1686 y tuvieron seis hijos entre los años 1687 y 1695, aunque uno murió poco después del nacimiento. De 1695 a su muerte en 1725, estuvo continuamente implicado en escribir artículos innovadores sobre asuntos sociales, con temas que incluyen sectores como educación, salud, cuidar a los pobres, ayuda para refugiados, un plan para un estado europeo, y un argumento a favor de la abolición de la pena capital, que significa castigo debido a la esclavitud, lo que lo convierte en "el primer defensor europeo de la abolición de la pena capital". Se convirtió en miembro de la Royal Society en febrero de 1719.
A su muerte en Londres en 1725, fue enterrado en Quaker Burying Ground, Bunhill Fields. Su hijo Fettiplace Bellers (1687–1750) fue un dramaturgo y escritor filosófico.

## Propuestas para Levantar una Universidad de Industria
El ensayo de Bellers, Propuestas para crear una universidad de industria de todos los oficios útiles y agricultura, publicado en 1695, defiende el establecimiento de una "Universidad de Industria", un asentamiento cooperativo autosuficiente para los pobres, aquellos que dependen de su trabajo o de la caridad para vivir. Bellers argumentó que era responsabilidad de los ricos cuidar a los pobres y su educación.
Bellers dedicó la primera edición a sus compañeros cuáqueros, aunque la universidad iba a ser una hermandad civil en lugar de religiosa. La primera edición del tratado termina con un pedido de fondos, "Una epístola a los amigos sobre la educación de los niños", a favor de la universidad, firmada por unos cuarenta y cinco cuáqueros destacados. Entre los firmantes estaban William Penn, Robert Barclay, Thomas Ellwood, John Hodgskin, Leonard Cayó y Charles Marshall. La segunda edición, de 1696, se dedicó al Parlamento. El Quaker Workhouse en Clerkenwell se estableció en 1702 como resultado de sus esfuerzos.
La combinación de agricultura y manufactura permitiría la autosuficiencia e incluso ganancias. Bellers argumentó que si todas "las actuales manos ociosas de los pobres de esta nación" se pusieran a trabajar, traería a Inglaterra "tanto tesoro como las minas dan a España".
Los planes para la educación de los niños en la universidad se adelantaron a su tiempo. Se valoraba la práctica y la experiencia por encima del aprendizaje por dictado. Bellers creó la combinación de aprender y trabajar como manera de prevenir la enfermedad. Karl Marx menciona Bellers en el Capítulo 25 de El Capital, citando el argumento de Bellers de que "el trabajo de los pobres es la mina de los ricos". Bellers también se cita en una nota a pie de página en el capítulo 23 del libro; "El trabajo es tan propio para la salud del cuerpo como el comer para su vida [...] El trabajo añade aceite a la lámpara de la vida cuando el pensamiento la enciende".
Robert Owen leyó las propuestas en 1817, y en una carta a The Times reconoció su parecido a la comunidad que él mismo había creado en Nuevo Lanark. Hizo reimprimir 1.000 ejemplares ese año.Eduard Bernstein vio a Bellers como un precursor del socialismo, si no del comunismo, destacando su argumento para valorar los bienes según el trabajo, no el dinero.

## Sobre la Mejora de Physick
En Sobre la Mejora de Physick, publicado en 1714, Bellers defendió un sistema nacional de hospitales, que debía tratar a los pobres y actuar como escuelas de formación para nuevos médicos. Eduard Bernstein vio en este ensayo una anticipación de un servicio de salud nacional.

## Obras seleccionadas
- Propuestas para desarrollar una universidad de Industria de todos los oficios útiles y agricultura (1696)[1]
- Ensayos sobre los pobres, las manufacturas, el comercio, las plantaciones y la inmoralidad, y de la excelencia y divinidad de la luz interior (1699)
- Algunas razones para un Estado Europeo propuesto a las Potencias de Europa... (1710)
- Un ensayo hacia la facilidad de elecciones de Parlamentarios (1712)
- Sobre la Mejora de Physick (1714)[11]
- Un ensayo para emplear a los pobres con fines de lucro (1723)
- Una epístola a los amigos de las reuniones anuales, trimestrales y mensuales.(1724)
- Un resumen del consejo y advertencia de George Fox a los magistrados de Londres en el año 1657... (1724)